# A Slice of Life (film 1914)
A Slice of Life è un cortometraggio muto del 1914 diretto da Thomas Ricketts e William Desmond Taylor.

## Trama
Betty Morse vorrebbe fare la scrittrice ma il suo primo lavoro è respinto dall'editore Long che giudica il suo stile buono, ma la storia priva di trama e di verità. Alla ricerca della "vita vera", la ragazza chiede al cugino Tom, capo della polizia, di poter visitare la stazione di polizia e di avere contatti anche con i carcerati. Tra questi, incontra Jim, un uomo in attesa di indagini che ha perso la memoria. Si interessa a lui e riesce a farlo affidare a Boyd, il giovane medico suo vicino di casa che vorrebbe sposarla. Jim lavora in ospedale e riprende piano piano possesso di tutte le sue facoltà mentali, meno una, quella che gli permette di ricordare chi sia. Si mette a scrivere e Betty giudica che sia un vero genio. I due, collaborando insieme, hanno un grande successo e la madre di Betty si mette in allarme, perché non vuole che la figlia sposi un uomo di cui non si conosce il passato.

Un giorno, Betty è intenerita dal piccolo Bobby, un ragazzino coraggioso che lotta per portare a casa qualche soldo vendendo i giornali per sfamare sua madre Jessie e il fratellino, entrambi malati. Betty li visita con Boyd, portando loro un cesto di cibo. Poi, pensando che quella è la vita reale, ritorna insieme a Jim che viene riconosciuto da Jessie: la memoria finalmente ritorna e Jim ricorda che quella è sua moglie e i due bambini sono i suoi figli.

Betty ha trovato la "vita vera" e, mentre Jim si riunisce alla sua famiglia, lei accetta di sposare Boyd.

## Produzione
Il film fu prodotto dalla American Film Manufacturing Company.

## Distribuzione
Distribuito dalla Mutual, il film - un cortometraggio in due bobine - uscì nelle sale cinematografiche degli Stati Uniti il 9 novembre 1914.